# Ben Johnston
Benjamin Burwell Johnston Jr. (15 de marzo de 1926 - 21 de julio de 2019) fue un compositor de música contemporánea estadounidense que se caracterizó por el uso del temperamento justo. Fue considerado «uno de los principales compositores de música microtonal» por Philip Bush (1997) y como «uno de los mejores compositores no famosos que este país puede ofrecer» por John Rockwell (1990). 

## Biografía
Johnston nació en Macon, Georgia el 15 de marzo de 1926. Enseñó composición y teoría en la Universidad de Illinois en Urbana – Champaign de 1951 a 1986, antes de retirarse a Carolina del Norte. Durante su tiempo como profesor, estuvo en contacto con figuras de la vanguardia musical como John Cage, La Monte Young e Iannis Xenakis (Gann, 1995). Los estudiantes de Johnston incluyen a Stuart Saunders Smith, Neely Bruce, Thomas Albert, Michael Pisaro, Manfred Stahnke y Kyle Gann. Johnston consideraba que su práctica de composición con el temperamento justo había influido en otros compositores, incluidos James Tenney y Larry Polansky (Bermel, 1995). En 1946 se casó con la cantante Dorothy Haines, pero pronto se divorciaron. Más tarde contrajo nupcias con la artista Betty Hall en 1950 (quien falleció en 2007). 
Johnston comenzó como compositor tradicional de música académica antes de trabajar con Harry Partch, ayudándolo a construir instrumentos y a usarlos en la interpretación y grabación de nuevas composiciones. Partch arregló más tarde que Johnston estudiara con Darius Milhaud en el Mills College (Duckworth, 1995). En 1952, Johnston conoció a Cage, quien lo invitó a Nueva York a estudiar con él en el verano. Aunque Johnston decidió que no tenía tiempo suficiente para prepararse para tales estudios, fue a Nueva York durante varias semanas y ayudó, junto con Earle Brown, en la producción de la composición de cinta de ocho pistas de Cage, Williams Mix (Von Gunden, 1986).
Más tarde, entre 1957 y 1959, estudió con Cage (Von Gunden, 1986), quien lo alentó a seguir sus deseos y usar instrumentos tradicionales en lugar de instrumentos electrónicos o instrumentos de nueva construcción (Bush, 1997). Johnston, que no era experto en carpintería y consideraba que la electrónica no era confiable, tuvo problemas para integrar la microtonalidad y los instrumentos convencionales durante diez años. También luchó con la forma de integrar microtonos en su lenguaje compositivo a través de un proceso lento de muchas etapas (Gann, 1995). Sin embargo, desde 1960 Johnston había usado casi exclusivamente un sistema de notación microtonal basado en los intervalos racionales de entonación justa, lo que Gann describe como una «lealtad de por vida» a la «microtonalidad» (Gann, 1995). Johnston también estudió con Burrill Phillips y Robert Palmer (Tyranny, 2011;Von Gunden, 1986). 
Johnston compuso música para muchas producciones de la Compañía ETC de La MaMa, Wilford Leach y la compañía de John Braswell en el Club de Teatro Experimental La MaMa en el East Village de Manhattan. Su trabajo más significativo fue Carmilla, que la compañía realizó como parte de su repertorio durante la década de 1970. (La MaMa, 2015a) También compuso música para la producción de la compañía de Gertrude, un musical sobre la vida de Gertrude Stein (La MaMa, 2015b).
Sus otros trabajos incluyeron el trabajo orquestal Quintet for Groups (comisionado por la Orquesta Sinfónica de San Luis), Sonnets of Desolation (comisionado por los Cantantes Swingle), la Sonata para piano microtonal (1964) y la Suite para piano microtonal (1977). Johnston completó diez cuartetos de cuerda. El Cuarteto Kepler grabó los diez cuartetos de cuerda para New World Records, terminando en abril de 2016 justo después del 90.º cumpleaños del compositor (New World Records, n.d.) Johnston dijo:

La afinación temperada no es acústicamente el tipo más simple. En la afinanización justa, cualquier intervalo se afina para eliminar el 'latido' (el resultado de las vibraciones que interfieren entre sí). La entonación justa es la más fácil de lograr para el oído. En este tipo de afinación, todos los intervalos tienen tasas de vibración relacionadas con relaciones de números enteros pequeños. Cuanto mayores sean los enteros de la relación, mayor será la disonancia.
Tempered tuning is not the acoustically simplest kind. In just tuning, any interval is tuned so as to eliminate 'beating' (the result of vibrations interfering with each other). Just intonation is the easiest to achieve by ear. In this kind of tuning, all intervals have vibration rates related by small whole-number ratios. The larger the integers of the ratio, the greater the dissonance.(Johnston, 2006a, 42).

 Ha recibido muchos honores, incluida una beca Guggenheim en 1959, una subvención del Consejo Nacional de las Artes y las Humanidades en 1966, dos comisiones del Instituto Smithsonian y el Premio Deems Taylor. En 2007, la Academia Estadounidense de Artes y Letras honró a Johnston por su trabajo de por vida. Su Quintet for Groups ganó el premio SWR Sinfonieorchester en el Donaueschinger Musiktage (Lamparter, 2008). 
Heidi Von Gunden escribió una monografía sobre el compositor, y Bob Gilmore editó los escritos completos del compositor, que fueron publicados como "Maximum Clarity" and Other Writings on Music por la University of Illinois Press. Una historia oral de tres partes que cubre todas las etapas de su carrera se encuentra en la Historia Oral de la Música Americana a través de la Universidad de Yale.
Johnston murió por complicaciones de la enfermedad de Parkinson en Deerfield, Wisconsin, el 21 de julio de 2019 (Kozinn, 2019).

## Música
Es conocido por extender los experimentos de Harry Partch al temperamento justo y la afinación de instrumentos tradicionales a través de su sistema de notación. [cita requerida] El estilo compositivo de Johnston es ecléctico. Utiliza procesos en serie, modismos de canciones populares (cuartetos de cuerda n.º 4, 5 y 10), procesos repetitivos, formas tradicionales como fugas y variaciones, y procesos intuitivos (Fonville, 1991). Su objetivo principal «ha sido restablecer el temperamento justo como una parte viable de nuestra tradición musical» (Bush, 1997). Según Mark Swed, «en última instancia, lo que Johnston ha hecho, más que cualquier otro compositor con raíces en los grandes experimentos musicales estadounidenses de los años 1950 y 1960, es traducir esos enfoques radicales de la naturaleza de la música en una música que sea inmediatamente aprehensible» (Swed, 1995, citado en Bush, 1997). 
La mayoría de los trabajos posteriores de Johnston utilizan una gran cantidad de tonos, generados mediante procedimientos de entonación justa. En estos trabajos, forma melodías basadas en una escala de entonación de ocho notas «otonal» hecha de los parciales octavo a decimoquinto de la serie armónica, o su inversión «utonal». Luego gana nuevos tonos usando transposiciones o inversiones de tono común. Muchos de sus trabajos también presentan un uso expansivo de la entonación justa, utilizando altos límites primos. Su Cuarteto de cuerda n.º 9 usa intervalos de la serie armónica tan alta como el parcial 31°. Utiliza «potencialmente cientos de tonos por octava», de manera que es «radical sin ser vanguardista», y no para la creación de «disonancias aún no escuchadas», sino para «regresar... a una especie de belleza musical», que percibe como disminuida en la música occidental desde la adopción del temperamento igual (Gann, 1995). «A principios de la década de 1980 podía decir de su elaborado Cuarteto de cuerdas microtonal n.º 5... 'No tengo idea de cuántos tonos diferentes usó por octava'» (Gilmore, 2006).
Los primeros esfuerzos de Johnston en la composición justa se basaron en gran medida en los logros del serialismo post-weberiano. Su Cuarteto de cuerda de 7 límites No. 4 "Amazing Grace", fue comisionado por la Fine Arts Music Foundation de Chicago, y fue grabado por primera vez por el Fine Arts Quartet en Nonesuch Records en 1980 (luego reeditado en Gasparo como GS205). Su Cuarteto de cuerda n.º 4, quizás la composición más conocida de Johnston, también ha sido grabada por el Kronos Quartet. El Cuarteto Kepler (Sharan Leventhal, Eric Segnitz, Brek Renzelman y Karl Lavine) también grabó la pieza para New World Records, como parte de una serie completa de 10 cuartetos que documenta todo el ciclo de cuartetos de cuerda de Johnston. El Tercer Cuarteto se estrenó como parte de esta serie por el Concord String Quartet en Alice Tully Hall en el Lincoln Center, el 15 de marzo de 1976, en el quincuagésimo cumpleaños del compositor (Rockwell, 1976).

### Notación en el pentagrama

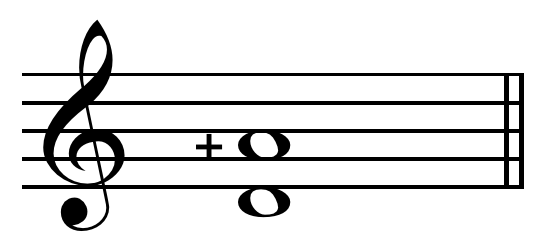
Intervalo de quinta justa perfecta en Re. La quinta perfecta por encima de Re (La + 27/16) es una coma sintónica (81/80 o 21,5 céntimos) más alto que la sexta justa mayor por encima de Do (La 5/3) (Fonville 1991, 109), 27 / 16 ÷ 9/8 = 3/2.

A partir de la década de 1960, Johnston había propuesto un enfoque para escribir la música con solo la entonación, redefiniendo la comprensión de los símbolos convencionales (las siete notas "blancas", los sostenidos y los bemoles) y agregando más accidentes, cada uno diseñado para extender la notación más allá de los límites armónicos. El método de Johnston se basa en una escala de Do mayor diatónica afinada en JI, en la cual el intervalo entre Re (9/8 por encima de Do) y La (5/3 por encima de Do) es una coma sintónica menor que un quinta perfecta pitagórica 3:2. Para escribir una quinta perfecta, Johnston introduce un par de símbolos que representan esta coma, + y   -. Por lo tanto, una serie de quintas perfectas que comienzan con Fa procedería Do Sol Re La+ Mi+ Si+. Las tres notas blancas convencionales La Mi Si se afinan como terceras mayores ptolemaicas (5:4, la escala diatónica intensa de Ptolomeo) por encima de Fa Do Sol respectivamente. Johnston presenta nuevos símbolos para el septimal, undecimal, tridecimal y otras extensiones principales para crear una notación exacta basada en un accidentes JI para lo que ha denominado «entonación justa extendida» (Johnston, 2006b, 77–88). 
Aunque «esta notación no está vinculada a ningún diapasón en particular» y «lo que permanece constante son las relaciones de relación entre los tonos» (Johnston, 2006b, 77), «la mayoría de sus trabajos utilizan La = 440 como nota de afinación», lo que da como resultado un Do = 264 Hertz (Fonville, 1991, 136n3). Por lo tanto, un cuarteto de cuerda se afina Do-, Sol-, Re-, La, Mi.

## Grabaciones
- 2016: Ben Johnston: String Quartets Nos. 7, 8 & 6, Quietness – Kepler Quartet (New World Records CD-80730)
  - String Quartet No. 7
  - String Quartet No. 8
  - String Quartet No. 6
  - Quietness (string quartet and voice)
- 2014: Ben Johnston: Ruminations – Eclipse String Quartet, John Schneider (voz, guitarra microtonal), Karen Clark (voz), Jim Sullivan (clarinete), Sarah Thornblade (violín) (MicroFest Records CD-5)
  - "The Tavern"
  - "Revised Standards"
  - "Parable"
- 2011: Ben Johnston: String Quartets Nos. 1, 5 & 10 – Kepler Quartet (New World Records CD-80693)
  - String Quartet No. 5
  - String Quartet No. 10
  - String Quartet No. 1, "Nine Variations"
- 2008: On Track: Commissions Vol. 2. – New Century Saxophone Quartet (Alanna Records ACD-6006, Pittsburgh)
  - Incluye la obra de Johnston O Waly Waly Variations.
- 2006: Ben Johnston: String Quartets Nos. 2, 3, 4 & 9 – Kepler Quartet (New World Records CD-80637)
  - String Quartet No. 9
  - Crossings: String Quartet No. 3
  - Crossings: The Silence
  - Crossings: String Quartet No. 4, "Amazing Grace"
  - String Quartet No. 2
- 2005: Susan Fancher: Ponder Nothing (Innova Records)
  - Incluye la obra de Johnston Ponder Nothing
- 2002: Cleveland Chamber Symphony. Vol. 1, 2 & 3 (Troppe Note Records)
  - Incluye la obra de Johnston Songs of Loss
- 1997: Phillip Bush: Microtonal Piano (Koch International Classics 3-7369-2-H1)
  - Incluye la Suite para piano microtonal de Johnston
  - Incluye la Sonata para piano microtonal de Johnston
  - Incluye Saint Joan de Johnston
- 1996: Michael Cameron: Progression (Ziva Records)
  - Incluye "Progression" de Johnston
- 1993: Ponder Nothing: Chamber Music of Ben Johnston (New World Records 80432-2)
  - Septeto para vientos madera, corno y cuerdas
  - Three Chinese Lyrics
  - Gambit:
  - Five Fragments
  - Trío
  - Ponder Nothing
- 1995: The Stanford Quartet (Laurel Records)
  - Incluye el Cuarteto de cuerdas n.º 9 de Johnston
- 1976: Sound Forms for Piano (LP record, New World Records NW-203)
  - Incluye la Sonata para piano microtonal de Johnston
- 1995: The Kronos Quartet: Released (compilation, Nonesuch Records)
  - Incluye el Cuarteto de cuerdas n.º 4, "Amazing Grace" de Johnston
- 1993: Urban Diva – Dora Ohrenstein (soprano), Mary Rowell (violín), Phillip Bush (teclados), Bill Ruyle y Jason Cirker (percusiones), John Thompson (bajo eléctrico) (Emergency Music, Composers Recordings Incorporated CD-654)
  - Incluye Calamity Jane to Her Daughter de Johnston
- 1987: White Man Sleeps – Kronos Quartet (Elektra/Nonesuch 79163-2)
  - Incluye el Cuarteto de cuerdas No. 4, "Amazing Grace" de Johnston
- 1984: New Swingle Singers and New Vocal Workshop (Composers Recordings, Inc.)
  - Incluye Sonnets of Desolation de Johnston
  - Incluye Visions and Spels de Johnston
- 1983: The New World Quartet (Composers Recordings, Inc.)
  - Incluye el Cuarteto de cuerdas No. 6 de Johnston
- 1980: The Fine Arts Quartet (Nonesuch Records)
  - Incluye el Cuarteto de cuerdas No. 4, "Amazing Grace" de Johnston
- 1979: Music from the University of Illinois (Composers Recordings, Inc.)
  - Incluye el dúo para flauta y contrabajo de Johnston
- 1970: Carmilla: A Vampire Tale (Vanguard Records)
- 1969: John Cage & Lejaren Hiller – HPSCHD/ Ben Johnston – String Quartet No. 2. (LP record, Nonesuch Records H-71224)
- 1969: The Contemporary Contrabass - Bertram Turetzky, contrabass (LP record, Nonesuch Records H-71237)
  - Incluye Casta* de Johnston
- 1968: New Music Choral Ensemble – Kenneth Gaburo, conductor (LP record, Ars Nova/Ars Antiqua Records AN1005)
  - Incluye Ci-Git Satie de Johnston

### Para escuchar
- Casta Bertram, Bertram Turetzky (NonesuchRecords, 1969) FLAC and liner notes MP3
- String Quartet No. 2, Composers Quartet (Nonesuch, 1969) FLAC and liner notes MP3
- String Quartet no. 6, New World Quartet (Composers Recordings Inc., 1983) liner notes MP3: click on "Johnston 01.mp3"
- Sonnets of Desolation, New Swingle Singers and New Vocal Workshop (Composers Recordings Inc., 1984) liner notes MP3: click on "Johnston 02.mp3"
- Visions and Spels, New Swingle Singers and New Vocal Workshop (Composers Recordings Inc., 1984) liner notes MP3: click on "Johnston 03.mp3" for part 1; click on "Johnston 04.mp3" for part 2

- Datos: Q816527
- Multimedia: Ben Johnston (composer) / Q816527